# Benedetta Bianchi Porro
 (décembre 2021).
Benedetta Bianchi Porro, née le 8 août 1936 et décédée le 23 janvier 1964, est une jeune laïque catholique italienne, vénérée comme bienheureuse par l'Église catholique.

## Biographie

### Enfance
Benedetta Bianchi Porro est née le 8 août 1936 à Dovadola, près de Forlì. Dès les premiers jours suivant sa naissance elle est sujette à de nombreux problèmes de santé, et on la baptise en urgence, de peur qu'elle meure sans le baptême. Son enfance est marquée par des visites continuelles chez le médecin. À huit ans, elle fait sa première communion, qui fut l'un des jours les plus beaux de sa vie selon ses écrits. D'ailleurs c'est à cette époque la qu'elle commence à écrire son journal, qu'elle tiendra toute sa vie, et qui relate ses réflexions et notes spirituelles.
À 13 ans, elle commence à perdre progressivement l'ouïe. Elle est une adolescente fragile, délicate, et les nombreux problèmes physiques qui l'accablent la marginalisent peu à peu des autres jeunes de son âge. Au lieu de s'en désespérer, elle trouve sa force dans la foi chrétienne qu'elle a reçue. Ses écrits révèlent une grande maturité et hauteur de vue pour son âge. Quand on lui demanda une fois comment elle voyait la vie, elle répondit : "Un rêve, un rêve beau et triste à la fois, un bonheur et une douleur mêlés." Aimant la prière, elle cherche à réaliser chaque acte avec pur amour, dans l'esprit de sainte Thérèse de Lisieux. Ce qui marque ceux qui la côtoient, c'est sa croyance d'être toujours en présence de Jésus.

### Études de médecine
Élève studieuse, à 17 ans elle parvient à être admise à l'université de Milan pour entamer des études de médecine. Elle souhaite tant servir les autres qu'elle rêve depuis son enfance de devenir médecin. Mais les études sont rudes, et ses professeurs ne lui facilitent pas la tâche, estimant déraisonnable pour une jeune femme presque sourde et diminuée physiquement de devenir médecin. 
Mais Benedetta s'accroche, avec beaucoup de courage. Au prix de nombreux efforts, elle parvient à être admise à 23 ans, étant alors l'une des seules femmes de sa promotion à être reçues.

### Dernières années
En 1956, elle est opérée pour un ulcère à la cornée, mais l'intervention se montra impuissante face à la progression d'une perte de la vue. Peu après, on lui diagnostique un neurofibromatose, maladie très rare. Dans toutes ces épreuves, Benedetta Bianchi Porro y voit une manière de s'unir toujours plus à la passion du Christ, ce qui lui procure une grande joie, ne cessant de renouveler l'offrande d'elle-même à Jésus. Elle s'oublie elle-même et se montre toujours tournée vers les autres, sans fuir sa propre souffrance. Et elle poursuit ses études.
Les multiples opérations qu'elle subit aggravent son état. Devenue complètement sourde de l'oreille droite, des plaies profondes apparaissent sur son corps et également des problèmes dentaires. On doit lui retirer 14 dents. En 1962, elle fait un premier pèlerinage à Lourdes. Elle n'espère pas une guérison, mais demande à la Vierge Marie la force de persévérer dans la souffrance, pour les offrir pour le salut des hommes.
Son état empire toujours plus. Elle perd presque toute la vue et est atteinte d'une forte paralysie de ses membres. Elle vit ses dernières années alitée, recevant de nombreuses personnes à son chevet qui venaient pour la visiter mais qui repartaient bouleversées par son esprit de sacrifice, sa joie et sa foi en Dieu. Eux-mêmes revenaient pour demander des conseils et des prières à Benedetta, qui acceptait toujours, malgré son état. Elle meurt le 23 janvier 1964,  âgée de 27 ans.

## Vénération

### Béatification

#### Enquête sur les vertus
La cause pour la béatification et la canonisation de Benedetta Bianchi Porro débute le 25 juillet 1976 à Forlì. L'enquête diocésaine récoltant les témoignages sur sa vie se clôture le 5 janvier 1981, puis envoyée à Rome pour y être étudiée par la Congrégation pour les causes des saints. 
Après le rapport positif des différentes commissions sur la sainteté de Benedetta Bianchi Porro, le pape Jean-Paul II procède, le 23 décembre 1993, à la reconnaissance de ses vertus héroïques, lui attribuant ainsi le titre de vénérable.

#### Reconnaissance d'un miracle
En 2014 débute l'enquête médicale sur une guérison dite miraculeuse, attribuée à l'intercession de Benedetta Bianchi Porro. Il s'agit du cas d'un jeune homme italien, gravement blessé dans un accident de voiture et plongé dans le coma, en 1986. Ses proches invoquèrent l'intercession de Benedetta, et le jeune homme se réveilla une dizaine de jours plus tard, sans la moindre séquelle.
À la suite des rapports médicaux concluant à l'absence d'explication scientifique, le pape François reconnaît, le 7 novembre 2018, comme authentique cette guérison attribuée à Benedetta, et signe le décret de sa béatification. La cérémonie durant laquelle elle a été proclamée bienheureuse fut célébrée à Forlì le 14 septembre 2019, par le cardinal Angelo Becciu.

### Culte

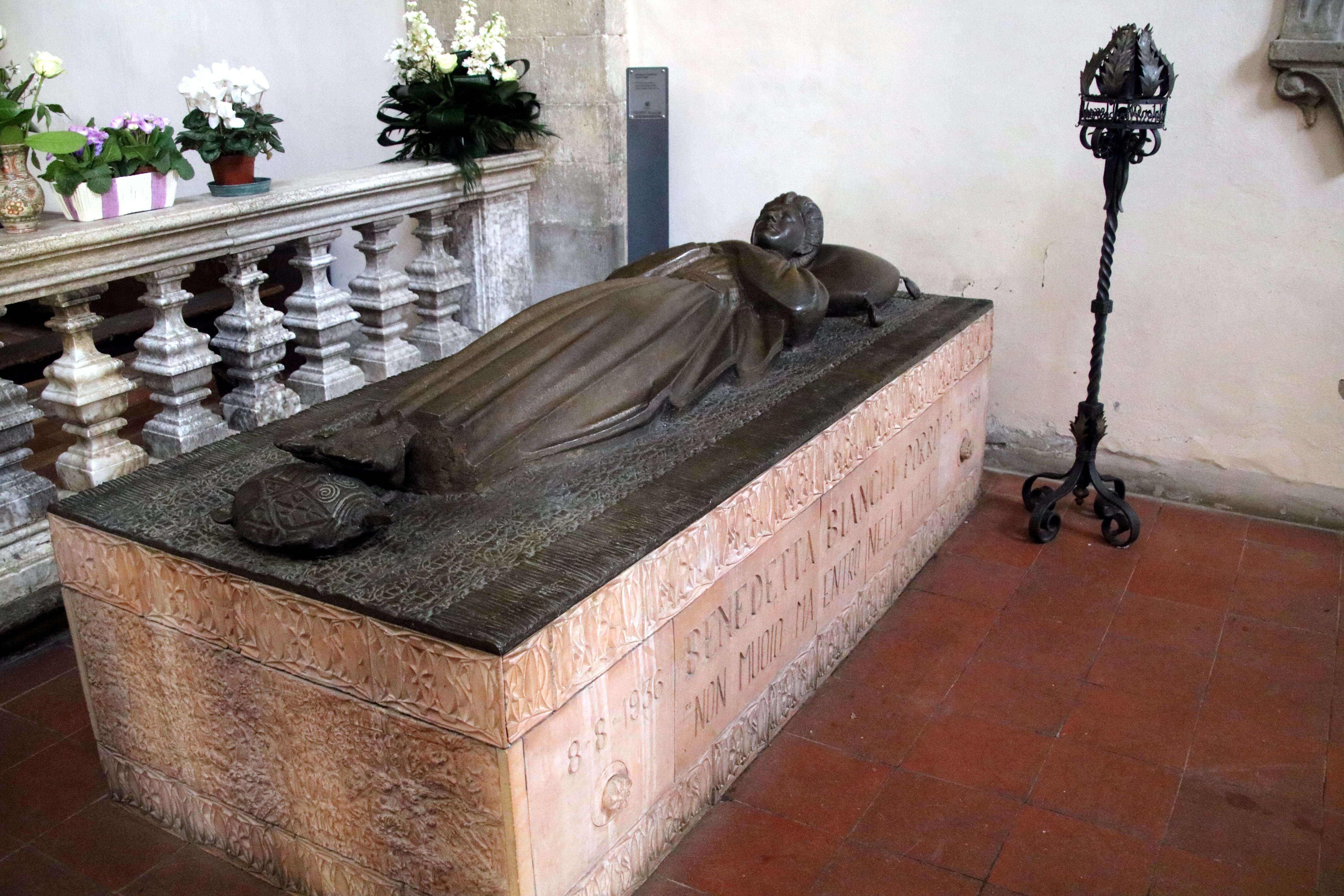
Tombe de Benedetta Bianchi Porro dans l'église Sant'Andrea de Dovadola

La bienheureuse Benedetta Bianchi Porro est fêtée le 23 janvier. 
Le 2 avril 2019 eut lieu la reconnaissance canonique de la dépouille de Benedetta Bianchi Porro, qui fut découverte intacte, 55 ans après sa mort. Des cheveux ont notamment été prélevés pour l'usage des reliques.